# Шпеци

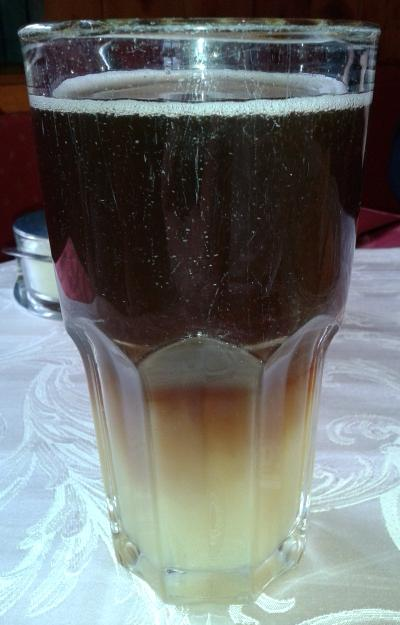
Шпеци

Шпе́ци (нем. Spezi, от Spezialmischung — «специальная смесь») — немецкий сладкий прохладительный напиток, смесь колы и апельсинового лимонада. По данным Общества по исследованию потребления GfK на 2015 год, объём продаж шпеци немецким домохозяйствам составил 733 млн литров, в этот показатель не включен сбыт предприятиям общественного питания.
Смешивать кока-колу с апельсиновой газировкой в баварских трактирах придумали в послевоенное время. Название напитка устоялось благодаря аугсбургской пивоварне Riegele, где ещё в 1972 году занялись разливом шпеци в бутылки. Компания ещё с 1956 года владела зарегистрированным товарным знаком Spezi, который на баварском диалекте имеет также значение «друг, товарищ». В 1974 году Riegele заключила с мюнхенской пивоваренной компанией Paulaner договор, разрешив последней за 10 тыс. немецких марок выпускать свой прохладительный напиток из смеси кока-колы с апельсиновым лимонадом под маркой Spezi по собственной рецептуре. Таким образом, на рынке присутствуют два продукта с одинаковым названием, согласно мнениям потребителей с разным вкусом. По утверждениям обоих производителей в рецептуру напитков входят натуральный апельсиновый сок, мандариновое масло, пряности и даже экстракт цветков апельсина. В настоящее время Riegele судится с Paulaner за расторжение действующего и заключение нового лицензионного договора, оглашение решения мюнхенского суда ожидается 30 августа 2022 года, если до этого стороны не придут к соглашению.
Напиток получил распространение на юге Германии в 1950-х годах, граница его распространения проходит, как и со многими другими региональными продуктами питания, по Майну. Сладкий шпеци знаком баварцам с раннего детства, высокое содержание в напитке сахара и кофеина не составляет для баварских родителей особой проблемы. Взрослые баварцы также не отказываются от шпеци, на вечеринках он считается любимым напитком тех их участников, которые развозят выпивших по домам. Шпеци в Баварии пьют за игрой в карты, в пивных садах и клубах, на свадьбах и похоронах те, кто не может себе позволить выпить пиво. Шпеци встречается в баварских комедийных телепередачах, сформированное в 2018 году Свободными избирателями и ХСС правительство Свободного государства Бавария в прессе получило шутливое название по цветам партийных логотипов «коалиция шпеци». По мнению издания Die Welt, шпеци является культурным наследием Баварии, он известен также в Австрии и отчасти в Швейцарии. В Рейнланд-Пфальце и Сааре напиток носит название «холодный кофе». Альтернативные названия шпеци — «болотная вода» и «Мехико». Компания Pepsi с 1969 года выпускает для немецкоязычного рынка шпеци под названием Schwip Schwap, Coca Cola с 1973 года — Mezzo Mix. Шансы шпеци завоевать зарубежные рынки невелики, по сведениям The Wall Street Journal, американцам шпеци напоминает внешним видом болотную воду с газом или разведённый сироп от кашля.